# Savignia producta
Savignia producta là một loài nhện trong họ Linyphiidae.
Loài này thuộc chi Savignia. Savignia producta được Herman Theodor Holm miêu tả năm 1977.